# 전라도의 마천루 목록
아래는 대한민국 전라도에 위치한 마천루 목록이다.

## 전라북도
- 전라북도의 마천루 목록

## 전라남도
- 전라남도의 마천루 목록

## 광주광역시
- 광주광역시의 마천루 목록

## 같이 보기
- 대한민국의 마천루 목록

| Disambiguation icon | 이 문서는 명칭이 같고 같은 종류에 속하는 여러 대상을 연결하는 색인 문서입니다. |